# Волгоградская ТЭЦ-3
Волгоградская ТЭЦ-3 — энергетическое предприятие в Волгограде, Южный федеральный округ. ТЭЦ является генерирующей мощностью «Лукойл-Волгоградэнерго».

## История и Деятельность
Волгоградская ТЭЦ-3 начала строиться в 1973 году, пуск первого турбоагрегата состоялся в 1977 году, а последнего — в 1981. В составе станции 3 турбины и 6 паровых котлов. Установленная электрическая мощность станции — 236 МВт, установленная тепловая мощность — 801 Гкал/час. В 1994 году на ТЭЦ введена в работу оборотная система водоснабжения и прекращен сброс сточных вод в озеро Сарпа.
Потребителями энергии Волгоградской ТЭЦ-3 являются предприятия группы компаний «НИКОХИМ» («Каустик» и «Пласткард»), а также жители Красноармейского района г. Волгограда.
Потребителем тепловой энергии Волгоградской ТЭЦ-3 является рабочий посёлок Светлый Яр.